# La Villedieu, Lozère
La Villedieu là một xã ở tỉnh Lozère trong vùng Occitanie, phía nam nước Pháp.